# Pokret otpora
Pokret otpora označava razne oblike otpora koji pružaju pojedinci, grupe ili organizacije — vlasti ili politici koju smatraju neprihvatljivom.
Pri tome se služe raznim metodima koji mogu biti nenasilni (propaganda, pasivni otpor, protest), ili pak nasilni (sabotaža, atentat i sl.).
Izraz pokret otpora prvi put se počeo koristiti tokom Drugog svetskog rata, kod Francuskog pokreta otpora u doba Nemačke okupacije 1940—1944. godine.